# ИЗОТ
«ИЗОТ» (сокр. от болг. „Изчислителна, Записваща и Организационна Техника“) — болгарское государственное объединение по разработке и производству вычислительной техники в рамках кооперации СЭВ.

## Подразделения
- Центральный институт вычислительной техники (болг. Централен институт по изчислителна техника, ЦИИТ)
- Завод вычислительной техники (болг. Завод за изчислителна техника, ЗИТ)
- Завод «Электроника» (София);
- заводы по производству устройств памяти в Пловдиве (Завод запоминающих устройств(болг. Завод за запаметяващи устройства)), Стара-Загоре (завод Дисковых Запоминающих Устройств(болг. Дискови запаметяващи устройства)), Велико-Тырнове (Завод Запоминающих Устройств (болг. Завод за запаметяващи устройства)) и Бургасе;
- фабрика магнитных дисков в Пазарджике;
- фабрика пишущих машин в Пловдиве;
- фабрика лазерной техники в Пловдиве;
- завод регистрирующей аппаратуры в Самокове;
- завод механических конструкций в Благоевграде;
- завод печатных плат в Руссе;
- завод «Аналитик» в Михайловграде;
- завод «Климент Ворошилов», производивший периферийные и радиорелейные системы;
- завод в Варне;
- завод «Оргтехника» с лабораторией технического развития в Силистре;
- завод «Электра», завод по выпуску электронных компонентов и сервису изделий ИЗОТ в Софии.
- ремонтная фабрика «Канцелярские машины» (болг. Канцеларски машины) в Софии;

ИЗОТ также включал многие НИИ и центры технического развития.

## История
Болгария являлась одним из соучредителей Совета экономической взаимопомощи (СЭВ), который был образован 25 января 1949 года.
К началу 60-х годов экстенсивное развитие страны исчерпало свои возможности: заканчивался приток избыточного населения из сельского хозяйства в промышленность, замедлился реальный рост производительности труда. Возникла необходимость перевода интенсификации экономики, то есть ускорения темпов научно-технического прогресса. При этом для строительства важнейших народнохозяйственных объектов Болгария получала кредиты от Советского Союза, причём всего под 2 % годовых. Оплата кредитов, как правило, производилась продукцией построенных за их счет предприятий. Это способствовало сокращению сроков преодоления технико-экономической отсталости страны, динамизации её хозяйственного развития.
В конце 60-х было решено развивать высокотехнологичную электронную промышленность.
После подписания Межправительственного соглашения и создания МПК по вычислительной технике в 1969 г. в НРБ началось строительство 12 современных заводов для производства деталей, узлов и технических средств ЕС ЭВМ. Одновременно были организованы три института для проектно-конструкторских работ. Все эти предприятия создавались в рамках министерства электроники и электротехники и через некоторое время были объединены в рамках ПО «ИЗОТ».
В 1970 г. был учрежден Экономический совет по электронным компонентам с директоратом в Ботевграде. Он объединял десять производственных предприятий, а также исследовательские и проектные институты. На этот совет возлагалась ответственность за производство транзисторов, кремниевых диодов, интегральных переключателей, конденсаторов, резисторов и т. д.
Основными направлениями деятельности болгарских предприятий были определены:
- разработка и производство ЭВМ совместно с НИИЭВМ и МПО ВТ (г. Минск);
- разработка и производство накопителей на магнитных дисках и лентах совместно с НИЦЭВТ.

Болгарские специалисты быстро наладили кооперацию с минскими коллегами, имевшими большой опыт в разработке ЭВМ серии «Минск». Вскоре появились совместные коллективы, быстро решавшие довольно сложные проблемы, например:
- определение архитектуры машины, её микропрограммное управление, организация и структура каналов и интерфейса, арифметического и логического устройства и т. д.;
- использование новой интегральной элементной базы при конструировании больших вычислительных устройств в системе третьего поколения;
- разработка конструкции, основанная на модульном принципе;
- решение сложных конструктивных и технологических вопросов при разработке оперативной памяти;
- создание основ для совместной работы по автоматизации проектирования.

Определенную отрицательную роль сыграли довольно сложное разделение функций между партнерами и бессмысленные бюрократические препоны, часто усложнявшие или даже тормозившие совместную работу.
ЕС-1020
Начиная с 1970-х основой болгарско-советского сотрудничества стало также совместное производство ЭВМ ЕС-1020, возглавлявшееся научно-исследовательским институтом в Минске и Институтом вычислительной техники в Софии.
Производство этих машин на заводе им. Орджоникидзе в Минске и на ИЗОТе, равно как и презентация на выставке «ЕС-73» в Москве, ознаменовало важный этап в развитии болгарского производства вычислительной техники, что в конечном счете создало необходимые условия для внедрения средств автоматической обработки информации и в болгарскую экономику.
Официально считалось, что модели ЕС-1020, ЕС-1022, ЕС-1035 СССР и НРБ разрабатывали совместно. На самом деле (в связи с невозможностью организовать совместный коллектив специалистов, длительное время работающий в одном месте, что необходимо для разработки процессора) документация этих ЭВМ была разработана в НИИЭВМ. Болгарская сторона (ЦИИТ) содействовала этой работе, принимая командированных специалистов НИИЭВМ и предоставляя им имевшуюся информацию по системе IBM/360 и машинное время на модели 25 системы IBM/360.
Периферия
Помимо значительных инвестиций в эти предприятия, сделанных соответствующими советскими организациями, были заключены договоры о кооперации и большая практическая помощь оказывалась Советским Союзом во всех производственных областях в течение многих лет. Таким образом, Болгария быстро заняла важное место среди стран СЭВ — производителей ЭВМ, а позже смогла поставлять значительную часть своей электронной продукции в СССР. В 1980-е, особенно с появлением малых и персональных ЭВМ, болгарские устройства памяти и магнитные диски ИЗОТ стали особенно популярными у советских потребителей.
Примечательно, что, несмотря на довольно скромный опыт промышленного производства, качество болгарских устройств памяти, периферии и пр. было вполне удовлетворительным, а иногда и превосходило и уровень качества сходных советских моделей (высокого уровня качества советское массовое производство начало достигать довольно поздно).
Болгария также проводила совместные разработки с заводами Carl Zeiss и предприятием Robotron в ГДР, заводом TESLA в Чехословакии, объединением MERA Networks в Польше, с ВНР, СРР и Кубой.
По официальным данным, рост производства ИЗОТ (имевшего наиболее высокие темпы среди прочих предприятий) в 70-е годы составлял до 30 % в год. За период 6-й пятилетки (1970—1975) объём производства ВТ увеличился в 10 раз, причём до 80 % продукции экспортировалось в страны СЭВ.

## Продукция

### Компьютеры
- ЗИТ-151 ЕИМ — Facom 230-30 по лицензии Fujitsu
- ЕС-1020 (1972), ЕС-1022 (1975) — ЭВМ Единой системы, один из первых, произведённых в соцлагере
- ЕС-1035 (1977) — аналог IBM System/370, 140—160 тысяч операций в секунду
- EC 1037 - аналог М80/42 (IBM 4341 совместимый)
- Изот 301
- Изот 310
- Изот 1016 — аналог PDP-11 (или, по номенклатуре СЭВ, СМ-4), первая массово произведенная мини-ЭВМ завода «Электроника». Поставлялась в СССР, Кубу, Зимбабве, Сев. Корею и др.
- Изот 1055
- Изот 1055C
- Изот 1056
- Изот-1030C — с процессором, совместимым с Интел 8086
- Изот-1031C
- Изот 1036C — IBM PC-совместимый, Интел 8086
- Изот 1037С — аналог IBM PC/XT, с Интел 8088
- Изот-1039С

### Прочее

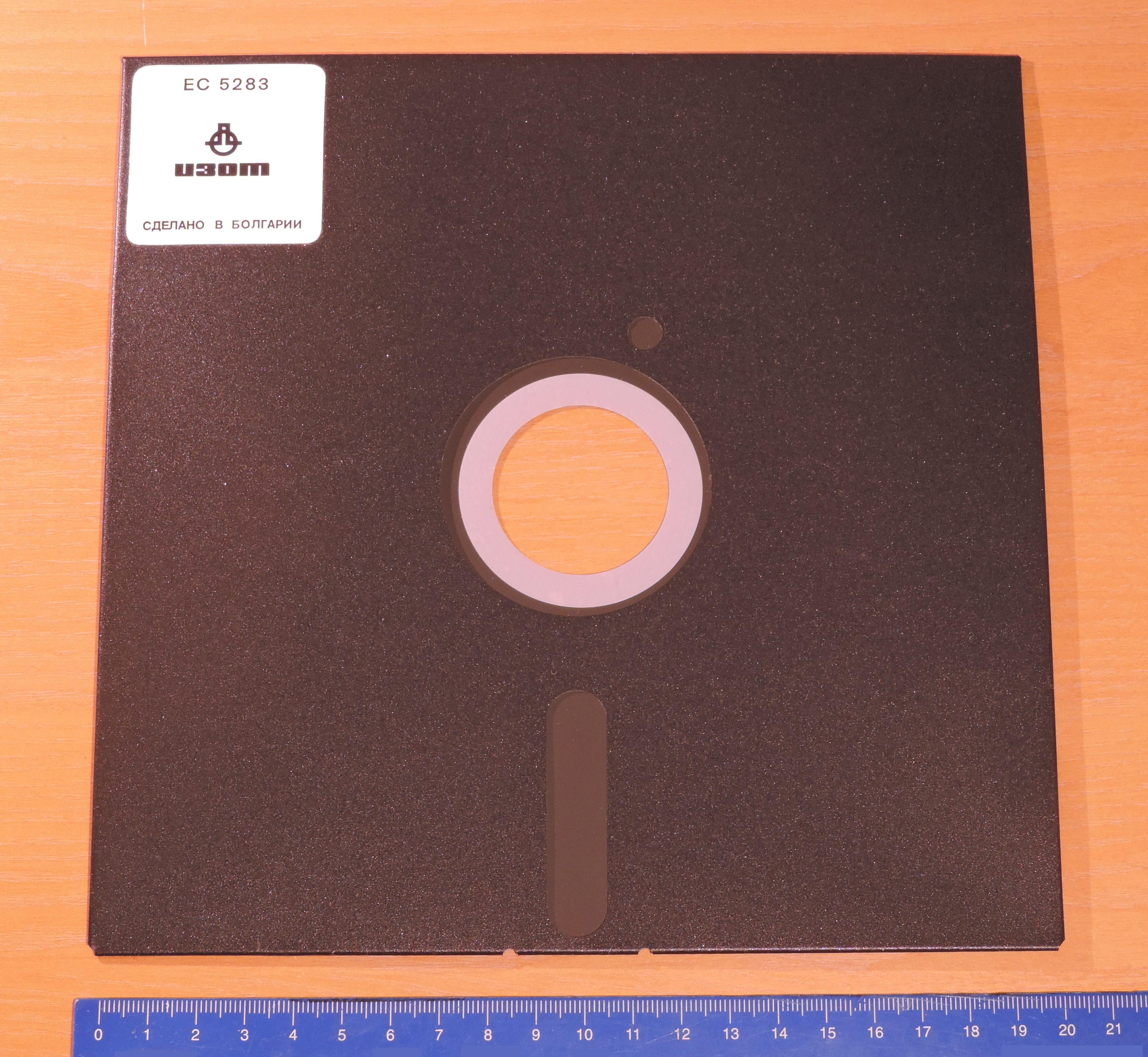
8-дюймовый флоппи-диск производства ИЗОТ

- малые накопители на магнитной ленте (ИЗОТ-1006, ИЗОТ-5004 Е, СМ5300.01);
- приводы (дисководы) флоппи-дисков 8" и 5,25"
- внешние запоминающие устройства (ВЗУ) на сменных магнитных дисках ЕС-5052 (ёмкость 7,25 Мб на пакет), ЕС-5061 (29 Мб на пакет) и ИЗОТ-1370; стоечный модуль 8" накопителей СМ 5635.10 (два ИЗОТ ЕС5074);
- дискеты ИЗОТ (ЕС 5274 и др.);
- НЖМД (СМ5400, СМ5508 и др.; серии ЕС-5065 (А5444Е — 100 Мб и А529Е — 200 Мб))
- НМЛ ЕС-5012 (накопитель на магнитной ленте шириной 12,6 мм
- устройство обработки текстов ИЗОТ-1002-С (конец 1970-х).
- Устройства подготовки данных на ленточных накопителях ЕС-9002, ЕС-9004, ЕС-9005 для ЕС ЭВМ.
- алфавитно-цифровые печатающие устройства ИЗОТ-132-Д и ЦПУ МИНИПРИНТ-45 и МИНИПРИНТ-77 (для бухгалтерских и управленческих систем);
- пишущие машинки «Марица»
- различные микропроцессоры.